# パリ外国宣教会

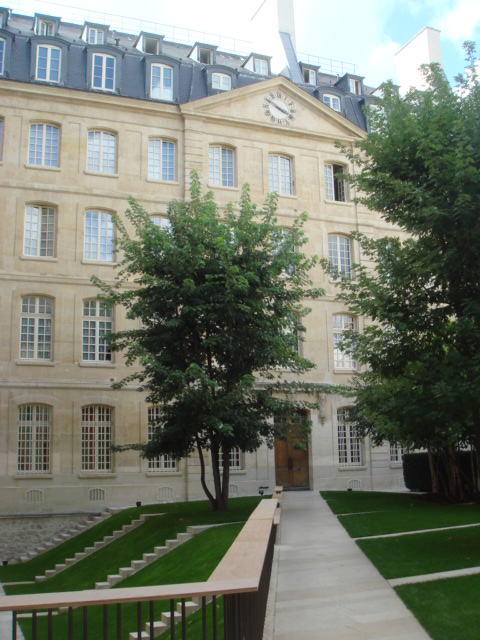
パリ外国宣教会本部の入口

パリ外国宣教会 （パリがいこくせんきょうかい、Missions étrangères de Paris; 略称:MEP） は、フランスのパリに本部を置くカトリックの男子宣教会。1658年、フランソワ・パリュー (François Pallu) らによって設立された宣教会で、当初より東アジアの宣教を担当している。明治以降の日本のカトリック教会の再建に携わった。パリミッション会とも呼ばれ「パリ外邦伝教会」と訳されることもある。

## 会の概要
入会の条件はフランス語を母国語とするカトリック司祭であることで、会員にはフランス人のほかベルギー人、スイス人などがおり、近年は非フランス語圏のインド人や韓国人などアジア系の入会も認められ、日本では韓国人の司祭（宣教師）も活動している。
パリ外国宣教会日本管区本部はカトリック東京大司教区司教座聖堂（カトリック関口教会）の近くにある。現在も40名余りの会員が北海道から九州までの日本全国で働いている。

## 歴史
イエズス会士アレクサンドル・ドゥ・ロードは、ローマ教皇アレクサンデル7世の支援を受け、3人のフランス人司教、ピエール・ランベール・ド・ラ・モット、フランソワ・パリュー、イニャス・コトランディらを含む、総勢17名をアジア宣教に出発させた。彼らが宣教会の事実上の創設者である。宣教会の宣教本部はタイのアユタヤにあった。当初はトンキン、コーチシナ、カンボジア、タイ、中国の一部で宣教を行った。
1663年には宣教師志願者を確保するため、パリのバック通りに「外国宣教神学校」を設立、教皇アレクサンデル7世から承認され、フランス政府の法的認可を受けた。当初は修道会でも教団でもなく、会員である司祭は福音宣教省（1622年に教皇グレゴリウス15世によって設立）の枠組みの中で宣教活動をするものであった。
1710年には宣教会の規則が確立された。18世紀前半にイエズス会がインド宣教の担当を禁止されると、宣教会が代わって担当した。1776年にイエズス会が南インド宣教から解任されると、その宣教を引き継いだ。宣教の成果は上がったが、一時はフランス革命により頓挫した。
19世紀に福音宣教省の財政支援を受け、宣教会は活動を再開した。また、従来は宣教師になれるのは司祭だけであったが、1840年からは神学校生徒でも可能になった。
教皇グレゴリウス16世は、1831年に朝鮮と日本、1838年に満州、1841年にマレー、1846年にチベットとアッサムにおける宣教を宣教会に任せた。教皇ピウス9世は、1849年に中国のさらなる一部と1855年にビルマ、教皇ピウス12世は、1952年にハワイと台湾における宣教を命じた。しかし宣教の過程で、中国、ビルマ、ベトナム、カンボジア、ラオスからは追放され、多数の宣教師が迫害を受けて殉教した。
宣教会は17世紀以来、4500人の司祭をアジアに派遣している。ベトナム、李氏朝鮮、清などへも宣教師を送り出し、特にピエール・ピニョーはベトナムで阮朝建国に関わったことで有名となったが、彼の死後に誕生した阮朝ではキリスト教は弾圧され、多くの宣教師が殉教した。同様にキリスト教を弾圧していた李氏朝鮮（丙寅教獄など）や清においても多くの宣教師が殉教している。
1917年に教会法が改正され、宣教会は司祭の「協会」であることをやめ、在俗司祭で構成された「宗教団体」となった。

### 日本宣教史

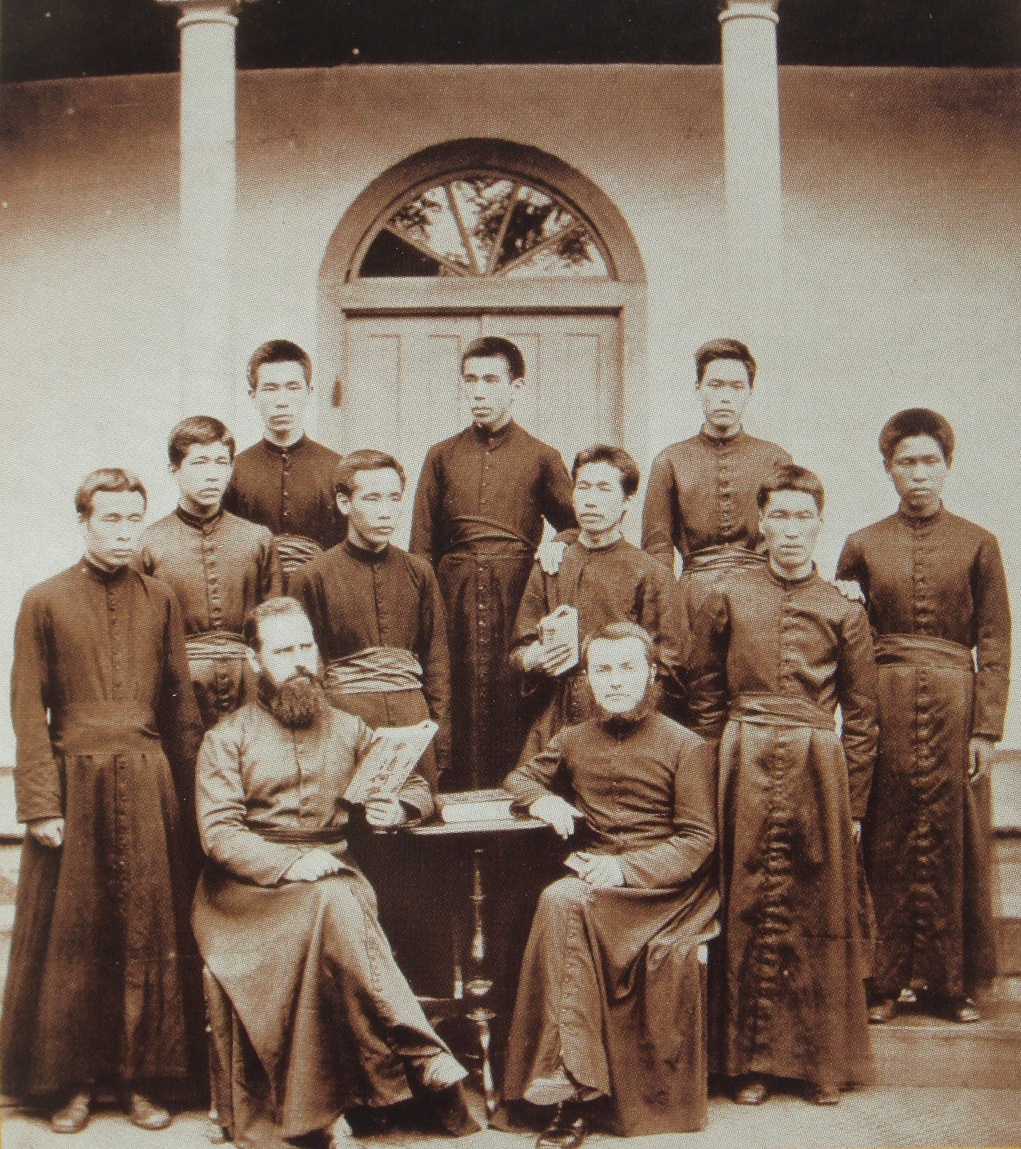
日本でのパリ外国宣教会会員たち（1881年）

日本は17世紀以来、禁教令によるキリシタン弾圧が徹底し宣教の術がなかったが、状況が変わり始めたため、1831年に福音宣教省の委託により、パリ外国宣教会は日本へ再宣教の準備を開始した。1844年（弘化元年）4月28日にテオドール＝オギュスタン・フォルカード神父が琉球に入り、日本語を勉強しながら日本入国の機会を狙った。1858年（安政5年）、幕府は米・英・蘭・露・仏5か国と修好通商条約を締結し、外国人居留地内に限って教会建設を認めた。
これを受け、宣教会は1859年（安政6年）の横浜開港時に日本再宣教のため、ジラール神父らを日本に送った。同年9月17日、ジラール神父が横浜に上陸。1862年（文久元年）1月12日には近代日本で初の教会となる横浜天主堂（カトリック山手教会初代聖堂）が、横浜・山手の横浜居留地80番地（現：横浜市中区山下町80）で献堂された。
1863年1月末にルイ・テオドル・フューレ神父が長崎に赴いた。1864年（元治元年）12月29日、長崎に大浦天主堂を完成し、フューレ神父にかわって天主堂を完成させたベルナール・プティジャン神父が初代主任司祭となった。その3か月後の翌1865年（慶応元年）3月17日、イサベリナ杉本ゆりら長崎浦上村の隠れキリシタンたちがフランス寺と呼ばれた同天主堂を訪れてプティジャンに信仰告白し、隠れキリシタンたちの存在が明らかになった（信徒発見）。このニュースは250年間の迫害を超えたキリシタン発見として世界に大きな驚きをもって伝えられた。翌年10月21日、プティジャンは再宣教後初の日本司教となった。
大浦天主堂は1933年（昭和8年）に旧国宝保存法による国宝に指定され、1953年（昭和28年）に日本最古の西洋建築として文化財保護法による国宝に指定された。
また、1873年（明治6年）9月に来日したジェルマン・レジェ・テストウィード神父は、巡回宣教旅行中に盲目の女性ハンセン病患者と出会ったことから療養所の設立を決意し、日本最初のハンセン病療養所である神山復生病院を設立した。現在も一般外来やホスピス病棟を備えた病院として稼働している。

### 日本で活躍した主な宣教師
- ルイ・テオドル・フューレ
- プリュダンス・セラファン＝バルテルミ・ジラール
- ピエール・ムニクウ
- メルメ・カション
- ピエール・マリー・オズーフ
- ベルナール・プティジャン
- ヨゼフ・ローカニュ
- マルク・マリー・ド・ロ
- ジュル＝アルフォンス・クーザン
- アンリ・アンブルステ
- エメ・ヴィリヨン
- ユルバン・ジャン・フォーリー
- フランソワ・アルフレ・デジレ・リギョール
- ジョゼフ・マルマン
- ルシアン・ドルワール・ド・レゼー
- ジェルマン・レジェ・テストウィード
- ピエール・ザヴィエ・ミュガビュール
- アレクサンドル・ベルリオーズ
- ジュスタン・バレット
- エルネス・オーギュスタン・ツルペン
- エミール・ラゲ
- フランソワ・ボンヌ
- ジャン・フランソワ・マタラ
- ミッシェル・シュタイシェン
- ジャン・ルイ・ルラーブ
- ジャン・ピエール・レイ
- イポリット・ルイ・カディヤック
- ジャック・エドモンド・パピノ
- フレデリック・ガルニエ
- プラシド・アウグスチノ・メイラン
- ジェレミー・セツール
- クレマン・ヨゼフ・ルモアヌ
- ウジェーン・クロドミル・ジョリー
- ジャン・アレキシス・シャンボン
- シルベン・ブスケ
- マキシム・ボネ
- ルネ・フランソワ・フレデリク・ドシエ
- アルベルト・ブルトン
- ヨゼフ・フロジャック
- ソーヴール・アントワーヌ・カンドウ
- ジャン・バルビエ

## 関連書籍

### 日本語
- 浦川和三郎編『日本に於ける公敎會の復活 前篇』天主堂、1915年
- 池田敏雄『人物による日本カトリック教会史』中央出版社、1968年
- 中島昭子・小川早百合訳『フォルカード神父の琉球日記 幕末日仏交流記』中央公論新社、1993年 ISBN 4-12-201987-7
- 中島昭子「フォルカード神父とカトリックの日本再布教」、岸野久・村井早苗編『キリシタン史の新発見』（雄山閣、1996年）所収
- 小川早百合「19世紀西欧における琉球情報と宣教師」、岸野久・村井早苗編『キリシタン史の新発見』（雄山閣、1996年）所収

### 欧語
- Augustin Fourcade, L'apparition à la grotte de Lourdes en 1858, Institut des Sœurs de la Charité et de l’Instruction chrétienne de Nevers Paris, 1872.
- Edmond Marbot, Nos Évêques. Vie de Mgr Forcade, archevêque d’Aix, Arles et Embrun, Aix en Prevence, A. Makaire, 1889.
- Franscisque Marnas, La "religion de Jésus" ressuscitée au Japon dans la seconde moitié du XIX e siècle, Paris, Delhomme et Briguet, 1896.
- Gilles van Grasdorff, La belle histoire des Missinos étrangères 1658-2008, Paris, Perrin, 2007.
- Gilles van Grasdorff, À la découverte de l'Asie avec les Missions étrangères, Paris, Omnibus, 2008.